# Pools-Teutoonse Oorlog (1422)
De Goluboorlog was een twee maanden durende oorlog tussen de staat van de Duitse Orde ook wel Pruisen, tegen het koninkrijk Polen en het groothertogdom Litouwen in 1422. Hij werd beëindigd met het Verdrag van Melno, dat een einde maakte aan de geschillen tussen de Duitse, naar Engelse gewoonte ook genoemd 'Teutoonse', ridders en de Litouwers over het grondgebied van Samogitië sinds 1398. De oorlog was onderdeel van de Pools-Teutoonse oorlogen, die van de veertiende tot in de zestiende eeuw werden gevoerd.

## Achtergrond
Het eerste vredesverdrag van Thorn in 1411 had de aanhoudende conflicten tussen de grootmacht Polen-Litouwen en de Duitse Orderidders voorlopig beëindigd. Dit verdrag besloot de Slag bij Tannenberg (Grunwald), waar beide zijden met 50.000 tegenover elkaar zouden hebben gestaan, een jaar tevoren. Waarschijnlijk zijn de getallen overdreven, zoals gebruikelijk in de historiografie van die tijd. De Orde delfde het onderspit en haar hoogmeester Ulrich von Jungingen sneuvelde en met hem een derde van de ridderschap van de Orde. Plunderend trokken de Pools-Litouwse troepen Pruisen – het land van de Orde – binnen, maar het systeem van burchten bleek een effectieve verdedigingslinie te vormen en omdat zij zich fixeerden op het onneembare bestuurlijke centrum, de Marienburg, liepen zij vast. Gebiedswinst leverde de overwinning niet op en de onbepaalde en omstreden grens tussen Samogitië en Pruisen was nog steeds niet vastgesteld. Polen meende daarnaast ook recht te hebben op de gebieden van Pommeren, Pommerellen en Kulmerland. Toen vele onderhandelingen hierover mislukten, brak er in de zomer van 1414 een kleine 'Hongeroorlog' uit. Omdat het de Polen en Litouwers opnieuw niet lukte om het bestuurlijk centrum van de Orde, de Marienburg, in te nemen, werd het geschil weer bijgelegd op het Concilie van Konstanz. Het verdrag zorgde voor een diaconaat van Samogitië in Varniai en wees Matthias van Trakai aan als de eerste bisschop van die streek. Dit loste echter niets op ten aanzien van de gebiedsproblemen.
In mei 1419 begon een nieuwe, voorzichtige onderhandelingsronde in Gniewkowo, waarbij een pauselijke gezant, de aartsbisschop van Milaan Bartolomeo Capri als bemiddelaar aanwezig was. Om een doorbraak in de onderhandelingen te forceren, werd het conflict later voorgelegd aan keizer Sigismund. In Breslau (Wrocław), op 6 januari 1420, verklaarde de Duitse keizer (anders gezegd: de keizer van het Heilige Roomse Rijk) dat het verdrag van Thorn betrouwbaar en eerlijk was. Dat betekende dat Samogitië aan Litouwen toebehoorde voor de levensduur van Vytautas de Grote, groothertog van Litouwen en Wladislaus II Jagiello van Polen. Na hun beider dood moest Samogitië deels dan weer overgelaten worden aan de Duitse Orde-ridders. Andere gebiedsaanspraken werden afgewezen. Deze beslissing werd vermoedelijk beïnvloed door het feit dat Sigismund de steun van de Duitse Orde nodig had in zijn oorlog met de Hussieten, en deze werden weer gesteund door Vytautas. Vytautas en Jagiello weigerden echter deze beslissing te respecteren. Jagiello zocht steun bij Paus Martinus V, wat tot niets leidde.

## De oorlog
In juli 1422 verbonden de Duitse keizer Sigismund en de Duitse Orde zich samen om een oorlog tegen de ketterse hussieten te beginnen; deze vielen vanuit Bohemen plunderend en rovend grote gebieden van Duitsland binnen. De toen zittende paus riep op om in te grijpen tegen deze plundertochten. Vytautas en Jagiello maakten van de gelegenheid gebruik door juist de gebieden van de Duitse Orde (Pruisen)  binnen te vallen. De grootmeester van de Orde, Michael Küchmeister von Sternberg, werd in maart gedwongen om af te treden. Zijn opvolger, Paul von Rusdorf, ontsloeg veel van de gehuurde soldaten en de Orde bleef achter met te weinig krijgslieden om zichzelf te kunnen verdedigen. De verenigde Poolse en Litouwse strijdkrachten marcheerden noordwaarts richting Osterode (Ostróda), het leger van de Duitse Orde trok zich terug op Löbau (Lubawa). Toen het duidelijk werd dat benodigd oorlogsmateriaal niet op tijd aangevoerd kon worden, gaf koning Jagiello bevel een snel offensief in te zetten en op te trekken naar de hoofdburcht van de Orde, de (Mariënburg). Zijn leger veroverde op weg daarheen (Riessenburg) en plunderde de omliggende dorpen. Daarna trok het Pools-Litouwse leger zuidwaarts naar Kulmerland, het nam Golub in, maar het lukte niet om ook (Schönsee) in te nemen. Jagiello besloot toen de oorlog te beëindigen voordat de troepen van de Orde versterking konden krijgen vanuit het Heilige Roomse Rijk, waar grootmeester Paul von Rusdorf om hulp gevraagd had.
Op 17 september 1422 werd een bestand getekend en tien dagen later werd met het Verdrag van Melno de oorlog beëindigd. Hiermee leken de  gebiedsproblemen tussen Litouwen en de Duitse Orde opgelost. In 1431-35 was Polen echter opnieuw in oorlog met de Duitse Orde en deze zou, nadat de steden van de ‘Pruisische Bond’ in 1454 de zijde van de Poolse koning hadden gekozen, tot een ‘Dertienjarige Oorlog’ leiden waarin de Orde intern steeds meer steun verloor en uiteindelijk haar centrum, de Marienburg in 1457 aan de Poolse koning moest afstaan. Pas na geruime tijd werd een vrede en definitieve moest gesloten: de Tweede Vrede van Thorn (1466). Deze bepaalde dat de Duitse Orde de helft van haar grondgebied moest opgeven. Zij behield alleen Oost-Pruisen en verloor West-Pruisen.  
De strijd wordt anachronistisch voorgesteld als een oorlog tussen 'Duitsers en Polen', en soms zelfs als een voorafschaduwing van wat de in 20ste eeuw tussen beide volken zou plaatsvinden. Dat was zij niet. In de staat van de Duitse Orde hadden zich enkele krachtige steden ontwikkeld – Danzig, Elbing en Thorn – die zich belemmerd voelden door de feodale en autoritaire gezagsuitoefening van de Orderidders. Zij sloten zich aan bij het Hanzeverbond en zochten steun bij de Poolse koning om hun rechten te verdedigen. Deze garandeerde hen autonomie tegen de levering van geld en soldaten voor zijn leger in de strijd tegen de Duitse Orde. Vanuit het oogpunt van de Duitse Orde waren deze steden, die zich aaneensloten in de zogenaamde 'Pruisische Bond', verraders aan het soevereine gezag. Op de slagvelden stonden geen Polen en Duitsers tegenover elkaar maar Poolse edelen en de Duitse stadsburgerijen samen tegenover de ridderschap van de Duitse Orde. Dat was geen nationale strijd in moderne zin tussen volkeren, maar een strijd tussen middeleeuwse standen en hun rechten en belangen. Die strijd berustte op beloften en deze werden vaak verbroken, wat het overlopen van de ene naar de andere partij met zich meebracht en de oorlog na een tijdelijke vrede weer in een volgende fase liet uitbreken. De Poolse koning bereikte in deze strijd zijn doel met een doorgang naar de Oostzee, al was het via de autonome Hanzestad Danzig waar zijn soevereiniteit niet voluit en vooral symbolisch gold. De Duitse Orde moest onder hoogmeester Ludwig von Erlichshausen zijn bestuurscentrum opgeven en verplaatsen naar Koningsbergen. Daarmee was het doel van de Poolse koningen bereikt, want de macht van de Duitse Orde kwijnde weg en haar geestelijke staat zou in het begin van de Reformatie in een seculier hertogdom transformeren. Dit hertogdom moest de soevereiniteit van de Poolse koning als leenheer erkennen totdat anderhalve eeuw later het koninkrijk Polen zijn politieke dominantie moest opgeven en de Pruisische hertog zich tot koning verklaarde. Dat was de grondslag van de staat Pruisen, die tussen 1772 en 1815 grote delen van Polen zou annexeren, waaronder de gebieden die zijn voorganger, de Duitse Orde, in de 15de eeuw had moeten afstaan.